# Zenobiusz Zwolski
Zenobiusz Zwolski (ur. 16 października 1916 w Palonkach, zm. 25 marca 1996 w Katowicach-Ochojcu) – polski artysta, malarz, scenograf, grafik, animator życia kulturalnego i nauczyciel.

## Życie i twórczość
Urodził się w okolicach Buska-Zdroju, młode lata spędził w Sosnowcu, gdzie uczęszczał do Państwowego Seminarium Nauczycielskie. W 1936 roku rozpoczął studia malarskie na Akademii Sztuk Pięknych w Krakowie pod kierunkiem m.in. Władysława Jarockiego i Kazimierza Sichulskiego, ukończył je po przerwie wojennej w 1952 roku u Hanny Rudzkiej-Cybisowej i Jerzego Fedkowicza.
Po II wojnie światowej osiadł w Bielsku (później Bielsko-Biała), dla którego zasłużył się jako jeden z czołowych organizatorów i animatorów życia kulturalnego. Był współtwórcą bielskiego oddziału Związku Polskich Artystów Plastyków (nr legitymacji: 1070), pracował społecznie przy konserwacji zabytków dla Muzeum Miejskiego. W 1947 roku wraz z Jerzym Zitzmanem założył Teatr Lalek Banialuka, był jego pierwszy dyrektorem naczelnym (1947–1951), sam również tworzył scenografie, reżyserował przedstawienia i występował w nich. Był pomysłodawcą budowy w 1960 roku Pawilonu Plastyków, który dał początek Galerii Bielskiej BWA. W latach 1970–1975 pracował jako nauczyciel rysunku w Państwowym Liceum Sztuk Plastycznych im. Juliana Fałata w Bielsku-Białej.
Twórczość malarska Zwolskiego pozostawała pod wpływem kapizmu. Ulubionym motywem jego obrazów był pejzaż Beskidu Śląskiego, zwłaszcza zimowe krajobrazy z topniejącym śniegiem i górskie potoki, interesowały go obyczaje górali beskidzkich (m.in. cykl Gody Żywieckie i Kolędnicy). Nie brakuje jednak również pejzażu miejskiego (melancholijne ujęcia bielskiego śródmieścia), jak i malarstwa portretowego. Należał do funkcjonującej w latach 1961–1987 Grupy Beskid.
Był laureatem m.in. Wielkiej Nagrody Ondraszka (1968), Nagrody Artystycznej Miasta Bielska-Białej za rok 1971 i Sztalugi Juliana Fałata (1981), odznaczony Srebrnym Krzyżem Zasługi (1973), odznaką „Zasłużony Działacz Kultury” (1976) oraz Krzyżem Kawalerskim Orderu Odrodzenia Polski (1987). Zmarł w szpitalu na Ochojcu, pochowany jest na cmentarzu komunalnym w Bielsku-Białej-Kamienicy.